# Yun Bo-seon
Yun Bo-seon (kor. 윤보선, ur. 26 sierpnia 1897 w Asan, zm. 18 czerwca 1990 w Seulu) – drugi prezydent Korei Południowej od 13 sierpnia 1960 do 22 marca 1962 roku.
Urodził się jako syn Yun Chi-so (윤치소, 1871–1944) i Lee Bum-sook (이범숙, 1876–1969). Studiował w Europie, w 1930 roku uzyskał tytuł Master of Arts na Uniwersytecie Edynburskim. Po powrocie do Korei zarządzał rodzinnym przedsiębiorstwem.
W 1945 roku, po kapitulacji Japonii i utworzeniu państw koreańskich, zaangażował się w politykę. Jego mentorem został Rhee Syng-man, późniejszy prezydent Korei Południowej. Dzięki niemu Yun Bo-seon został mianowany w 1948 roku burmistrzem Seulu, a rok później ministrem handlu i przemysłu. W 1954 roku został wybrany do Zgromadzenia Narodowego. Z czasem zaczął odżegnywać się od autorytarnej polityki Rhee Syng-mana, w 1955 roku stał się jednym z założycieli opozycyjnej Partii Demokratycznej.
W 1960 roku, po serii protestów studenckich, Rhee Syng-man opuścił kraj, a Yun Bo-seon został wybrany na urząd prezydenta. Ustąpił z niego w 1962 roku, po zamachu stanu przeprowadzonym przez generała Park Chung-hee. Pozostał w opozycji w stosunku do nowej władzy i występował przeciw Park Chung-hee podczas wyborów prezydenckich w 1963 i 1967 roku. Oskarżony o podżeganie do obalenia rządu został dwukrotnie skazany na karę więzienia w zawieszeniu. W 1979 roku, po śmierci Park Chung-hee, podjął próbę zorganizowania wielkiego wiecu proreformatorskiego, za co został ponownie skazany na karę pozbawienia wolności w zawieszeniu. W 1980 roku zrezygnował z działalności politycznej.